# Садки (Львовская область)
Садки (укр. Садки) — село в Ходоровской городской общине Стрыйского района Львовской области Украины.
Население по переписи 2001 года составляло 303 человека. Занимает площадь 0,49 км². Почтовый индекс — 81753. Телефонный код — 3239.